# Кирюхин, Анатолий Михайлович
Анато́лий Миха́йлович Кирю́хин (26 июля 1938, Обухово, Московская область — 15 декабря 2003, Ярославль) — тренер ярославского футбольного клуба «Шинник», заслуженный тренер России.

## Биография
Родился в поселке Обухово Ногинского района Московской области.
Начал играть в 1952 году в детской команде коврового комбината. До 1962 года выступал в местных командах по футболу и хоккею с мячом.
С 1962 по 1964 год играл за ногинский «Труд» в классе «Б» Чемпионата СССР.
С 1965 по 1969 год был игроком основного состава ярославского «Шинника». Отыграл за него 147 матчей.
В 1976 году стал тренером-преподавателем СДЮСШОР по футболу при спортивном клубе «Ярославец». Проработал в детско-юношеском футболе много лет. Воспитал с десяток игроков, выступавших за «Шинник», московский «Спартак» и другие клубы СССР и России, в том числе чемпиона СССР и олимпийского чемпиона Евгения Кузнецова, чемпиона СССР и чемпиона Европы среди юниоров Евгения Бушманова. Юношеские команды ФК «Шинник» под руководством Кирюхина участвовали в финальных соревнованиях чемпионатов страны, самое значительное достижение — золото первенства РСФСР 1987 года среди юниоров.
В последние годы жизни испытывал проблемы со здоровьем, перенес два инфаркта.
15 декабря 2003 года скончался от сердечной недостаточности. Похоронен на Леонтьевском кладбище города Ярославля.
С 2004 года в Ярославле стал проводиться ежегодный Всероссийский юношеский футбольный турнир памяти Анатолия Кирюхина.
Старший сын Кирюхина так же, как и отец, занимался футболом. Младший из его сыновей, Андрей (1987—2011), выступал за ярославский ХК «Локомотив».